# Іказненський замок

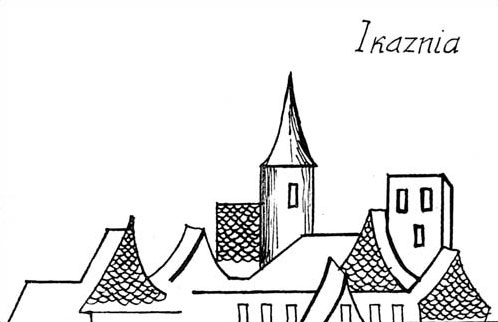
Зображення замку в Іказні на карті ВКЛ 1613 року

Іказненський замок — колишній замок у селі Іказнь.

## Історія

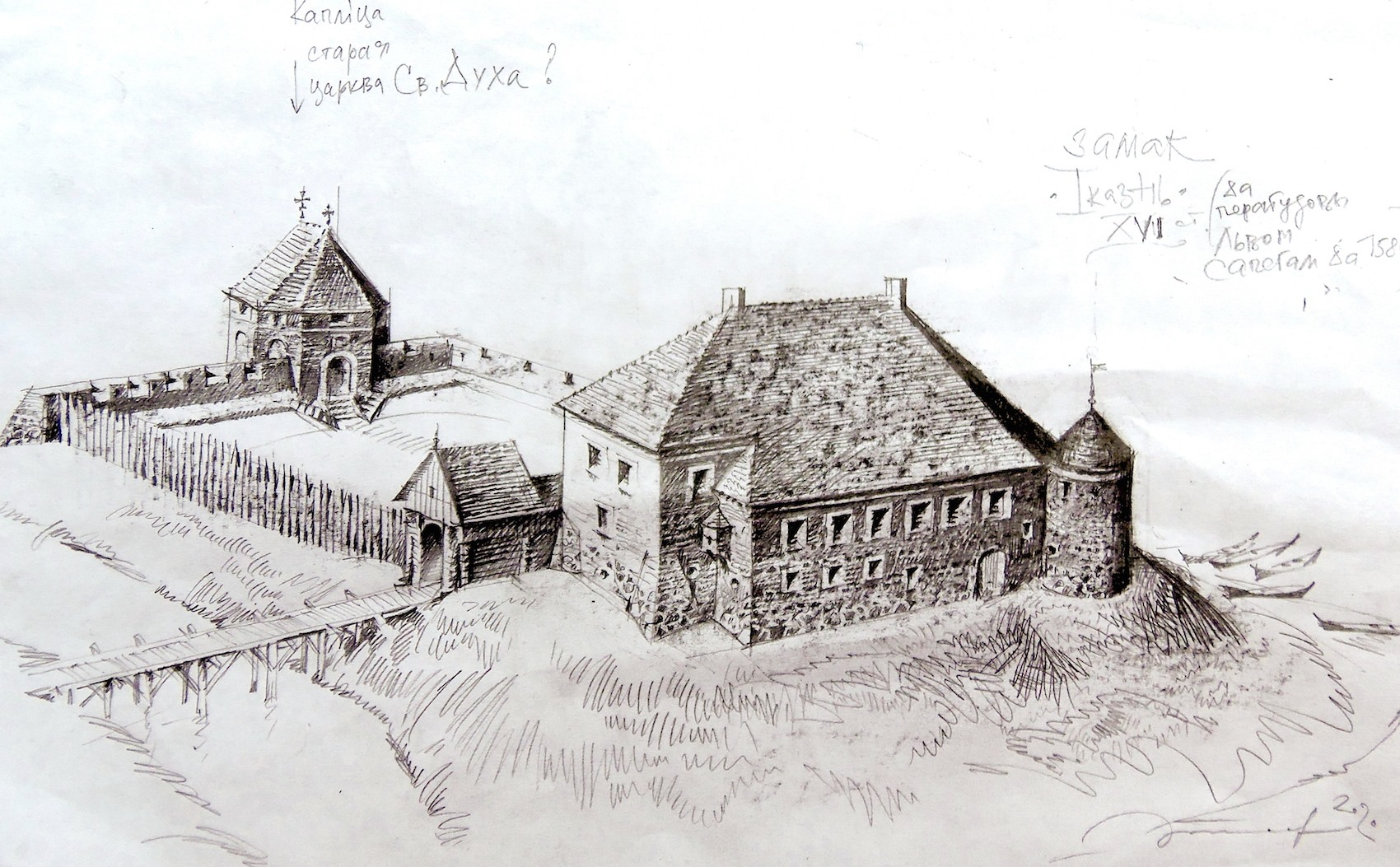
Замок у першій половині — середині XVI ст. Художня реконструкція П. Татарникова за матеріалами М. Ткачова та М. Волкова

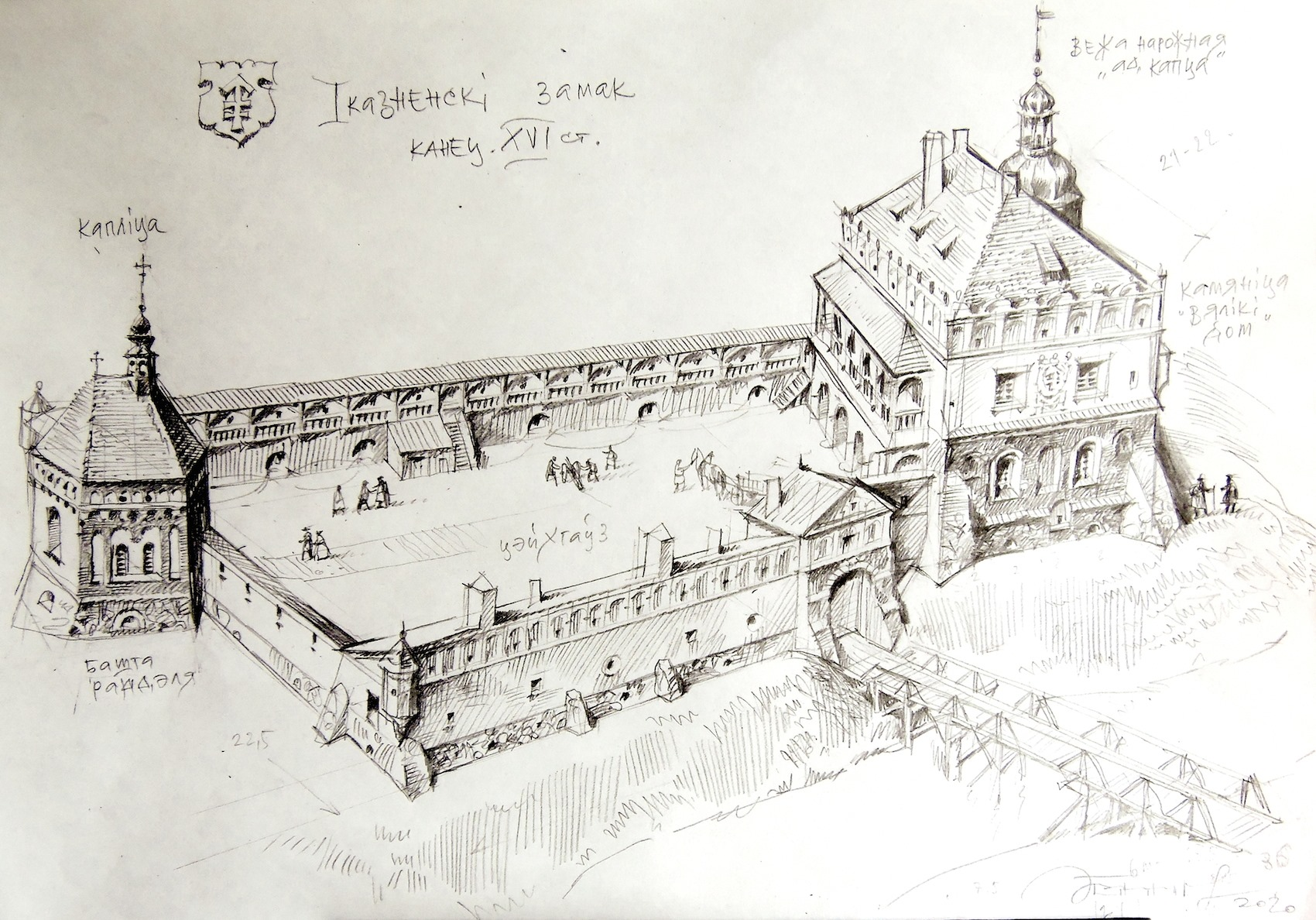
Замок у 1590-х роках. Реконструкція Льва Сапеги. Художня реконструкція П. Татарникова за матеріалами М. Ткачова та М. Волкова

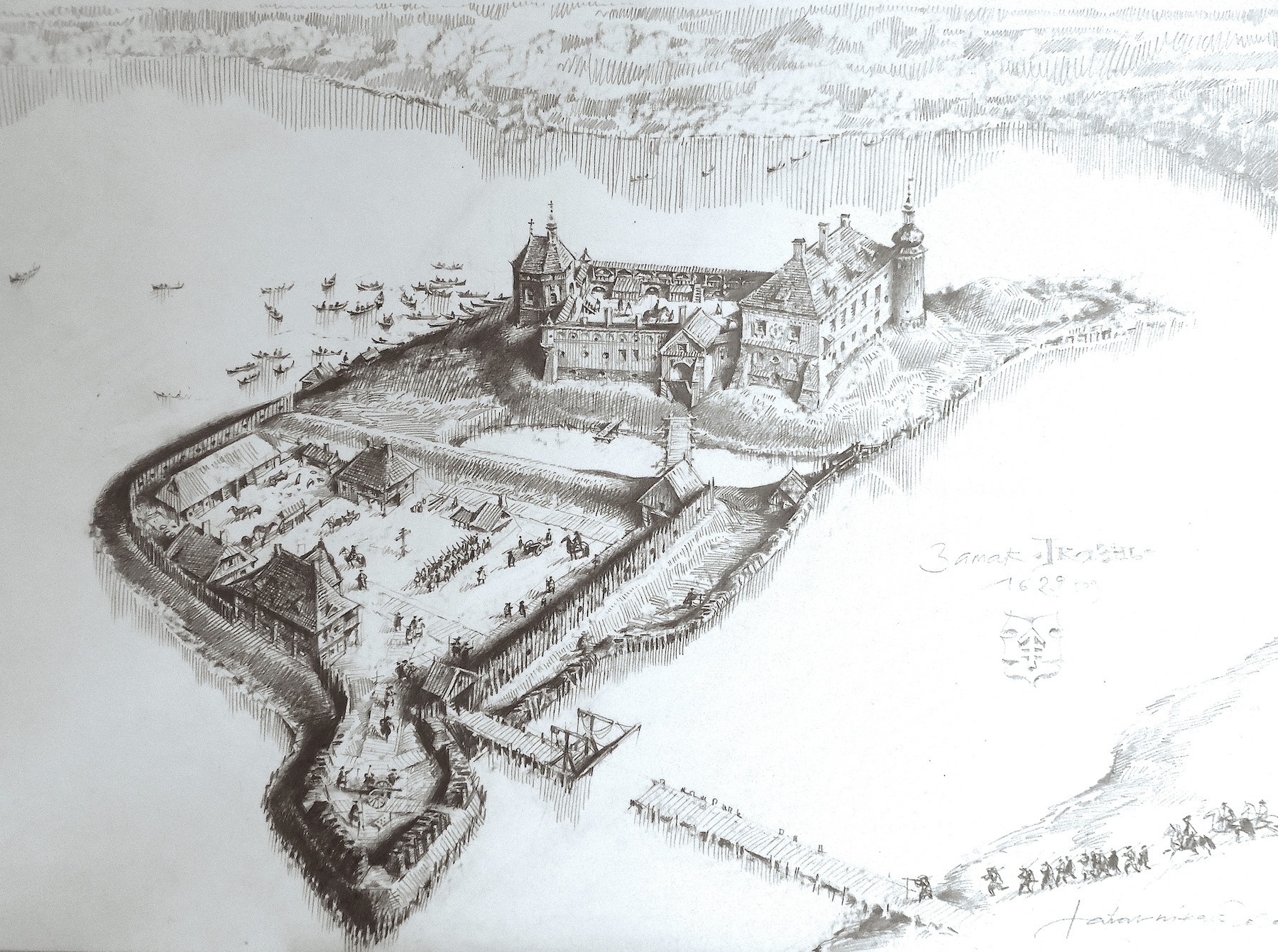
Замок і підзамок 1629 року. Реконструкція Яна Станіслава Сапеги. Художня реконструкція П. Татарникова за матеріалами М. Ткачова та М. Волкова.

Замок та «місця» Іказного були засновані у 1504 році браславським старостою Іваном Сапігою на основі привілею короля Польщі та великого князя литовського Олександра Ягеллончика. У 1515 році московські війська обложили замок і спалили місто. Польський історик Алессандро Ґваньїні у другій половині 16 ст. зазначив, що «Іказнь — цегляний замок і дерев'яне місце … за 2 милі від Браслава». Під час Інфлянської війни (1558—1583) Сапега розмістив у 1561 році в замку значний гарнізон найманців. Після Яна Сапеги містом та замком частково володіли князі Пронські, Страбовські, Синявські та Єзлавецькі. Останній у 1589 р. продав замок разом із «гарматами та рушницями» Яну Сапезі за 15 тис. злотих. У 1654 році замок було взято і місто розграбовано московськими військами. Руйнування замку датується Північною війною 1700—1721 рр., у якій Сапеги стали на бік С. Лещинського та шведського короля Карл XII.

## Архітектура
Займав південно-східний край острова Замок на озері Іказнь. Піднесену частину пагорба (55х30 м) з півночі та сходу оточувала стіна завтовшки 2 м, складена валунами та цеглою у техніці смугастої кладки. Західну сторону охороняв глиняний вал, на якому були дерев'яні стіни. На південному краю замкового пагорба стояла цегляна будівля (20x18 м, товщина стіни 2 м) з цегли та валунів, виконана в тій же техніці, що і стіна. У південному кутку пагорба на курганоподібному кургані височіла дерев'яна вежа. На східному куті замку споруджена п'ятикутна вежа-рандель із цегляними валунними стінами завтовшки 2 м. Схили замкового пагорба майже до води були вимощені. Вхід до замку був у центрі західної стіни. Підходи до замку та решти острова зайняв замок. З півдня та південного заходу його оточував земляний вал заввишки близько 2 м із дерев'яними конструкціями на ньому. Під замком, на північно-західному боці, був ставок (47 х 17 м) для риби, з'єднаний спеціальним каналом з озером. Його дно і берег були викладені камінням і товстими дошками. Дерев'яний міст вів через ставок до брами замку. Замок був пов'язаний з берегом дерев'яним мостом, побудованим на човнах, який у разі військової небезпеки легко та швидко демонтували.

## Дослідження
Під час археологічних розкопок замку та підзамку (1971 і 1989 рр. М. О. Ткачов) знайдена кераміка 16-17 століть, глазурований та неполірований посуд, розписані тарілки, горщик у формі і багато прикрашена коробка (теракотова та глазурована) плитка, знайдено двозубу виделку, ножі з дерев'яними живцями, глиняний тигель зі слідами свинцю та ін. Підводні археологічні розкопки під стінами замку виявили фрагменти кераміки 16-17 століття, глазуровану черепицю 17 століття, бойову сокиру 16 століття, дерев'яні човни плавучого мосту, затонулі на дні протоки між берегом та замком, ймовірно у 17 ст.